# Looney Tunes und Merrie Melodies/Filmografie (1970–heute)
Dies ist eine Liste der Looney-Tunes- und Merrie-Melodies-Produktionen ab dem Jahr 1970.

## Kurzfilme
| – | Bugs Bunny’s Christmas Carol                     | 27. Nov. 1979 | Bugs Bunny, Schweinchen Dick, Sylvester & Tweety, Yosemite Sam, Kurzauftritte: Elmer Fudd, Foghorn Leghorn, Pepé le Pew | MM | Friz Freleng                                                | Teil des Specials Bugs Bunny’s Looney Christmas Tales; erste Regie von Friz Freleng seit 1965.                                        |
| – | Freeze Frame                                     | 27. Nov. 1979 | Road Runner & Wile E. Coyote | MM | Chuck Jones                                                 | Teil des Specials Bugs Bunny’s Looney Christmas Tales; erste Regie von Chuck Jones seit 1964.                                         |
| Böse Weihnachtsüberraschung | Fright Before Christmas                          | 27. Nov. 1979 | Bugs Bunny, Clyde Bunny, Taz, Kurzauftritt: Speedy Gonzales | LT | Friz Freleng                                                | Teil des Specials Bugs Bunny’s Looney Christmas Tales.                                                                                |
| ٴ· Deutschsprachige Veröffentlichung: als Böse Weihnachtsüberraschung bei Die Stars aus Space Jam – Tasmanischer Teufel (VHS, WB, 1997).               |                                                  |               | |    |                                                             | |
| – | The Yolks on You                                 | 1. Apr. 1980  | Daffy Duck, Foghorn Leghorn, Sylvester, Miss Prissy | MM | Tony Benedict, Gerry Chiniquy, Arthur Davis & David Detiege | Teil des Specials Daffy Duck’s Easter Egg-Citement; erste Regie von Arthur Davis seit 1962; erste Regie von Gerry Chiniquy seit 1964. |
| – | The Chocolate Chase                              | 1. Apr. 1980  | Daffy Duck, Speedy Gonzales | LT | Friz Freleng                                                | Teil des Specials Daffy Duck’s Easter Egg-Citement.                                                                                   |
| ٴ· Deutschsprachige Veröffentlichung: ohne dt. Titel bei Die schnellste Maus von Mexiko (Fernsehserie, Folge 7).                                       |                                                  |               | |    |                                                             | |
| – | Daffy Flies North                                | 1. Apr. 1980  | Daffy Duck | MM | Tony Benedict, Gerry Chiniquy, Arthur Davis & David Detiege | Teil des Specials Daffy Duck’s Easter Egg-Citement.                                                                                   |
| – | Portrait of the Artist as a Young Bunny          | 21. Mai 1980  | Bugs Bunny, Elmer Fudd, Kurzauftritte: Road Runner & Wile E. Coyote | LT | Chuck Jones & Phil Monroe                                   | Teil des Specials Bugs Bunny’s Bustin’ Out All Over; erste Regie von Phil Monroe seit 1964.                                           |
| ٴ· Deutschsprachige Veröffentlichung: ohne dt. Titel bei Mein Name ist Hase (Fernsehserie, Folge 33).                                                  |                                                  |               | |    |                                                             | |
| – | Spaced Out Bunny                                 | 21. Mai 1980  | Bugs Bunny, Marvin der Marsmensch, Hugo the Abominable Snowman | LT | Chuck Jones & Phil Monroe                                   | Teil des Specials Bugs Bunny’s Bustin’ Out All Over.                                                                                  |
| – | Soup or Sonic                                    | 21. Mai 1980  | Road Runner & Wile E. Coyote | MM | Chuck Jones & Phil Monroe                                   | Teil des Specials Bugs Bunny’s Bustin’ Out All Over.                                                                                  |
| Die Rückkehr des Duck Dodgers | Duck Dodgers and the Return of the 24½th Century | 20. Nov. 1980 | Daffy Duck, Schweinchen Dick, Marvin der Marsmensch, Gossamer | MM | Chuck Jones                                                 | Teil des Specials Daffy Duck’s Thanks-for-Giving Special.                                                                             |
| ٴ· Deutschsprachige Veröffentlichung: als Die Rückkehr des Duck Dodgers bei Bugs & Marvin – Mars macht mobil (VHS, WB, 1997).                          |                                                  |               | |    |                                                             | |
| – | The Duxorcist                                    | 20. Nov. 1987 | Daffy Duck, Melissa Duck | LT | Greg Ford & Terry Lennon                                    | |
| ٴ· Deutschsprachige Veröffentlichung: ohne dt. Titel bei Daffy Duck’s Quackbusters (Film, 1988).                                                       |                                                  |               | |    |                                                             | |
| Die Nacht der lebenden Ente | The Night of the Living Duck                     | 23. Sep. 1988 | Daffy Duck | MM | Greg Ford & Terry Lennon                                    | |
| ٴ· Deutschsprachige Veröffentlichung: als Die Nacht der lebenden Ente bei Daffy Duck’s Quackbusters (Film, 1988, gesprochener Titel).                  |                                                  |               | |    |                                                             | |
| Box Office Bunny | Box-Office Bunny                                 | 11. Feb. 1991 | Bugs Bunny, Daffy Duck, Elmer Fudd, Kurzauftritt: Jason Voorhees | LT | Darrell Van Citters                                         | |
| ٴ· Deutschsprachige Veröffentlichung: als Box Office Bunny bei Bugs Bunny und Looney Tunes (Fernsehserie), Boomerangs Starparade (Fernsehserie, 2013). |                                                  |               | |    |                                                             | |
| – | The William Tell Overture                        | 17. Apr. 1991 | Daffy Duck, Schweinchen Dick | MM | Dan Haskett                                                 | Teil des Specials Bugs Bunnys Katastrophen-Overtüre.                                                                                  |
| – | Invasion of the Bunny Snatchers                  | 25. Aug. 1992 | Bugs Bunny, Daffy Duck, Elmer Fudd, Yosemite Sam, Kurzauftritt: Schweinchen Dick | LT | Greg Ford & Terry Lennon                                    | Teil des Specials Bugs Bunnys haarsträubende Geschichten.                                                                             |
| – | Chariots of Fur                                  | 21. Dez. 1994 | Road Runner & Wile E. Coyote | LT | Chuck Jones                                                 | |
| Carrotblanca | Carrotblanca                                     | 25. Aug. 1995 | Bugs Bunny, Daffy Duck, Penelope Pussycat, Pepé le Pew, Sylvester & Tweety, Yosemite Sam, Kurzauftritte: Barnyard Dawg, Beaky Buzzard, Elmer Fudd, Foghorn Leghorn, Gossamer, Granny, Miss Prissy, Mugsy, Pete Puma, Sam Sheepdog, Schweinchen Dick, Spike & Chester, The Crusher | LT | Douglas McCarthy                                            | Zeigt mehr bekannte Charaktere als alle anderen Looney-Tunes- und Merrie-Melodies-Cartoons.                                           |
| ٴ· Deutschsprachige Veröffentlichung: als Carrotblanca bei Bugs Bunny und Looney Tunes (Fernsehserie).                                                 |                                                  |               | |    |                                                             | |
| – | Another Froggy Evening                           | 6. Okt. 1995  | Michigan J. Frog, Kurzauftritt: Marvin der Marsmensch, Pussyfoot | LT | Chuck Jones                                                 | |
| Marvin der Marsmensch in der dritten Dimension | Marvin the Martian in the Third Dimension        | 29. Juni 1996 | Daffy Duck, Marvin der Marsmensch, K-9, Instant Martians | LT | Douglas McCarthy                                            | Freizeitpark-Attraktion in Warner Bros. Movie World; 3D-Animationsfilm.                                                               |
| – | Superior Duck                                    | 23. Aug. 1996 | Daffy Duck, Kurzauftritte: Foghorn Leghorn, Marvin der Marsmensch, Road Runner & Wile E. Coyote, Schweinchen Dick, Taz, Tweety, Superman | LT | Chuck Jones                                                 | |
| – | Pullet Surprise                                  | 26. Mär. 1997 | Foghorn Leghorn, Pete Puma | LT | Darrell Van Citters                                         | |
| (Pannen) Bunny! | (Blooper) Bunny!                                 | 13. Juni 1997 | Bugs Bunny, Daffy Duck, Elmer Fudd, Yosemite Sam | MM | Greg Ford & Terry Lennon                                    | Bereits 1991 produziert; mit 3D-Szenen.                                                                                               |
| ٴ· Deutschsprachige Veröffentlichung: als (Pannen) Bunny! bei Looney Tunes: Bugs Bunny Collection (DVD, WB, 2003).                                     |                                                  |               | |    |                                                             | |
| – | From Hare to Eternity                            | 4. Nov. 1997  | Bugs Bunny, Yosemite Sam, Kurzauftritt: Michigan J. Frog (Stimme) | LT | Chuck Jones                                                 | |
| – | Father of the Bird                               | 14. Nov. 1997 | Sylvester | LT | Stephen Fossatti                                            | |
| – | Little Go Beep                                   | 6. Nov. 2000  | Road Runner & Wile E. Coyote | LT | Spike Brandt                                                | Annie-Award-Nominierung (2000); als Babys.                                                                                            |
| – | The Whizzard of Ow                               | 1. Nov. 2003  | Road Runner & Wile E. Coyote | LT | Bret Haaland                                                | |
| – | Museum Scream                                    | 14. Nov. 2003 | Sylvester & Tweety, Kurzauftritt: Granny | LT | Dan Povenmire                                               | |
| – | Duck Dodgers in Attack of the Drones             | 31. Mär. 2004 | Daffy Duck, Kurzauftritt: Dr. Zoidberg, Instant Martian | LT | Rich Moore                                                  | |
| – | My Generation G… G… Gap                          | 31. Mär. 2004 | Schweinchen Dick | LT | Dan Povenmire                                               | |
| – | Hare and Loathing in Las Vegas                   | 31. Mär. 2004 | Bugs Bunny, Yosemite Sam, Kurzauftritte: Road Runner & Wile E. Coyote | LT | Peter Shin & Bill Kopp                                      | |
| – | Cock-a-Doodle-Duel                               | 31. Mär. 2004 | Foghorn Leghorn, Barnyard Dawg | LT | Peter Shin                                                  | |
| – | Daffy Duck for President                         | 2. Nov. 2004  | Bugs Bunny, Daffy Duck | LT | Spike Brandt & Tony Cervone                                 | |
| – | Coyote Falls                                     | 30. Juli 2010 | Road Runner & Wile E. Coyote | LT | Matthew O’Callaghan                                         | Annie-Award-Nominierung (2011); Visual-Effects-Society-Award-Nominierung (2011); 3D-Animationsfilm.                                   |
| – | Fur of Flying                                    | 24. Sep. 2010 | Road Runner & Wile E. Coyote | LT | Matthew O’Callaghan                                         | 3D-Animationsfilm. |
| – | Rabid Rider                                      | 17. Dez. 2010 | Road Runner & Wile E. Coyote | LT | Matthew O’Callaghan                                         | 3D-Animationsfilm. |
| – | I Tawt I Taw a Puddy Tat                         | 18. Nov. 2011 | Sylvester & Tweety, Granny | LT | Matthew O’Callaghan                                         | 3D-Animationsfilm; Annie-Award-Nominierung (2012).                                                                                    |
| – | Daffy’s Rhapsody                                 | 10. Feb. 2012 | Daffy Duck, Elmer Fudd, Kurzauftritt: Bugs Bunny | LT | Matthew O’Callaghan                                         | 3D-Animationsfilm; Festival-d’Animation-Annecy-Nominierung (2012).                                                                    |
| – | Flash in the Pain                                | 10. Juni 2014 | Road Runner & Wile E. Coyote, Kurzauftritte: Sylvester & Tweety, Granny | LT | Matthew O’Callaghan                                         | 3D-Animationsfilm. |

- LT steht für die Looney-Tunes-Reihe, MM steht für die Merrie-Melodies-Reihe.

## Kompilationsfilme
- 1979: Bugs Bunnys wilde, verwegene Jagd (The Bugs Bunny/Road-Runner Movie, mit Realszenen)
- 1981: Der total verrückte Bugs Bunny Film (The Looney, Looney, Looney Bugs Bunny Movie, mit Realszenen)
- 1982: Bugs Bunny – Märchen aus 1001 Nacht (Bugs Bunny’s 3rd Movie: 1001 Rabbit Tales)
- 1983: Daffy Ducks fantastische Insel (Daffy Duck’s Movie: Fantastic Island)
- 1988: Daffy Duck’s Quackbusters
- 1991: The Looney Tunes Hall of Fame

## Fernsehserien
- 1970: Bunny und seine Kumpane (Kompilationsserie)
- 1972–1973: Schweinchen Dick (The Porky Pig Show, Kompilationsserie, 1964–1967)
- 1979: Die schnellste Maus von Mexiko (Kompilationsserie)
- 1983: Mein Name ist Hase (Kompilationsserie)
- 1990–1992: Tiny Toon Abenteuer (Tiny Toon Adventures)
- 1991–1995: Taz-Mania
- 1992: The Plucky Duck Show
- 1995–2002: Sylvester und Tweety (The Sylvester & Tweety Mysteries)
- 2002–2005: Baby Looney Tunes
- 2003–2005: Duck Dodgers
- 2005: Bugs Bunny und Looney Tunes (Kompilationsserie)
- 2005–2007: Loonatics Unleashed
- 2011–2013: The Looney Tunes Show
- 2015–2019: Die neue Looney Tunes Show (New Looney Tunes)
- 2020–2023: Looney Tunes Cartoons
- seit 2022: Bugs Bunnys Baumeister (Bugs Bunny Builders)
- seit 2023: Tiny Toons Looniversity

## TV-Specials
Es erschienen zahlreiche Fernsehspecials, die großteils aus alten Kurzfilmen bestehen. Nur Daffy Duck and Porky Pig Meet the Groovie Goolies (1972), Bugs Bunnys Konzert der Tiere (1976), Bugs Bunny am Hofe König Arthurs (1978), Bugs Bunny’s Looney Christmas Tales (1979), Daffy Duck’s Easter Egg-Citement (1980), Bugs Bunny’s Bustin’ Out All Over (1980) und Comic-Stars gegen Drogen (1990) sind originale Zeichentrickproduktionen.
- 1972: Daffy Duck and Porky Pig Meet the Groovie Goolies (erste Fernsehproduktion, mit Realszenen)
- 1976: Bugs Bunnys Konzert der Tiere (Carnival of the Animals, mit Realszenen)
- 1977: Bugs Bunny’s Easter Special
- 1977: Bugs Bunny in Space
- 1977: Bugs Bunny’s Howl-oween Special
- 1978: How Bugs Bunny Won the West (mit Realszenen)
- 1978: Bugs Bunny am Hofe König Arthurs (A Connecticut Rabbit in King Arthur’s Court)
- 1979: Bugs Bunny’s Valentine
- 1979: The Bugs Bunny Mother’s Day Special
- 1979: Bugs Bunny’s Thanksgiving Diet (mit einer Realszene)
- 1979: Bugs Bunny’s Looney Christmas Tales
- 1980: Daffy Duck’s Easter Egg-Citement
- 1980: Daffy Duck’s Thanks-for-Giving Special
- 1980: Bugs Bunny’s Bustin’ Out All Over
- 1980: The Bugs Bunny Mystery Special
- 1981: Bugs Bunny: All American Hero
- 1982: Bugs Bunnys verrückte Fernsehwelt (Bugs Bunny’s Mad World of Television)
- 1988: Bugs Bunnys Hitparade (Bugs vs. Daffy: Battle of the Music Video Stars)
- 1989: Bugs Bunnys wilde Welt des Sports (Bugs Bunny’s Wild World of Sports)
- 1990: Comic-Stars gegen Drogen (Cartoon All-Stars to the Rescue)
- 1991: Bugs Bunnys Katastrophen-Overtüre (Bugs Bunny’s Overtures to Disaster)
- 1991: Bugs Bunnys Mondlaunen (Bugs Bunny’s Lunar Tunes, mit Realszenen)
- 1992: Bugs Bunnys haarsträubende Geschichten (Bugs Bunny’s Creature Features)

### Weitere
- 1986: Bugs Bunny/Looney Tunes 50th Anniversary (mit Star-Interviews)
- 1990: Happy Birthday Bugs (Happy Birthday, Bugs!: 50 Looney Years, mit Realszenen und Stars)
- 1990: The Earth Day Special (Realfilm)
- 2002: The 1st 13th Annual Fancy Anvil Awards Show Program Special: Live in Stereo (mit Realszenen und Stars)
- 2003: Cartoon Network’s Funniest Bloopers and Other Embarrassing Moments (mit Realszenen)

## Direct-to-Videos
- 1992: Tiny Toons Abenteuer: Total verrückte Ferien (Tiny Toon Adventures: How I Spent My Vacation)
- 1997: Bugs Bunny’s Elephant Parade (Realfilm/Natur-Lehrfilm)
- 1997: Bugs Bunny’s Funky Monkeys (Realfilm/Natur-Lehrfilm)
- 1997: The World of Lions with Bugs Bunny (Realfilm/Natur-Lehrfilm)
- 1997: Bugs Bunny’s Silly Seals (Realfilm/Natur-Lehrfilm)
- 1997: The World of Bears with Bugs Bunny (Realfilm/Natur-Lehrfilm)
- 1998: Sing-Along – Quest for Camelot
- 1998: Sing-Along – Looney Tunes
- 2000: Tweety’s High-Flying Adventure
- 2003: Baby Looney Tunes – Ein Ei-genartiges Abenteuer (Baby Looney Tunes’ Eggs-traordinary Adventure)
- 2003: Looney Tunes: Reality Check (Webtoons-Kompilationsfilm)
- 2003: Looney Tunes: Stranger Than Fiction (Webtoons-Kompilationsfilm)
- 2006: Bah, Humduck! A Looney Tunes Christmas
- 2015: Looney Tunes – Hasenjagd (Looney Tunes: Rabbits Run)

## Realfilme/Animationsfilme
- 1996: Space Jam
- 2003: Looney Tunes: Back in Action
- 2021: Space Jam: A New Legacy

### Kurzauftritte
- 1948: Two Guys from Texas
- 1949: Mein Traum bist Du (My Dream Is Yours)
- 1988: Falsches Spiel mit Roger Rabbit (Who Framed Roger Rabbit)
- 1990: Gremlins 2 – Die Rückkehr der kleinen Monster (Gremlins 2 – The New Batch)

## Dokumentarfilme
- 1975: Bugs Bunny: Superstar (Kino-Dokumentarfilm/Kompilationsfilm)
- 1989: Bugs & Daffy: The Wartime Cartoons (Dokumentarfilm/Kompilationsfilm)
- 1991: Chuck Amuck: The Movie
- 2000: Chuck Jones: Extremes & Inbetweens – A Life in Animation (mit Stars)

## Webtoons
Anfang der 2000er Jahre wurden auf der Looney Tunes Website mehrere Webtoons veröffentlicht. 2003 erschienen mit Looney Tunes: Reality Check und Looney Tunes: Stranger Than Fiction zwei Kompilationsfilme mit den meisten bis dahin veröffentlichten Webtoons.
- 2001: Mysterious Phenomena of the Unexplained #1–7
- 2001: The Junkyard Run #1–3
- 2001: Toon Marooned #1–10
- 2001: Judge Granny #1–3
- 2001: Planet of the Taz #1–3
- 2001: The Matwix
- 2002: Sports Blab #1–2
- 2002: Satellite Sam
- 2002: Tech Suppork
- 2002: The Island of Dr. Moron
- 2002: Twick or Tweety
- 2002–2003: The Royal Mallard #1–5
- 2003: Aluminum Chef #1–2
- 2003: Tear Factor
- 2004: Bunk Bedlam
- 2004: Full Metal Racket!
- 2004: H2Uh-Oh!
- 2004: Multiplex Mallard
- 2004: Oh Taz You Devil
- 2004: Parallel Porked
- 2004: The Cat Stays in the Picture
- 2004: Wile E. Coyote Ugly
- 2004: Yosemite Slam
- 2005: Daffy Dentist D.D.S
- 2005: Dating Do’s & Don’ts
- 2005: Dux’s Tux’s
- 2005: Fast Feud
- 2005: Grand Master Rabbit
- 2005: Little Pet Shop of Horrors
- 2005: Malltown and Tazboy
- 2005: Maximum Tazocity
- 2005: Noie Da Topo
- 2005: Psycho Kitty
- 2005: Snow Business
- 2005: Stunt Duck
- 2005: Wild King Dumb
- Cell Mates